# 蒙古铁路史博物馆
蒙古铁路史博物馆（英語：Mongolian Railways History Museum）位于蒙古国首都乌兰巴托的乌兰巴托站附近，是一座展示蒙古国老列车的博物馆。
该馆露天展出6辆列车。其中的机车包括蒸汽机车。这都是蒙古国铁路早年使用的机车。